# Nephrotoma jinxiuensis
Nephrotoma jinxiuensis är en tvåvingeart som beskrevs av Yang 1993. Nephrotoma jinxiuensis ingår i släktet Nephrotoma och familjen storharkrankar. Inga underarter finns listade i Catalogue of Life.